# Nikolaj Ivanovič Bogoljubov
Nikolaj Ivanovič Bogoljubov (in russo Николай Иванович Боголюбов?; Ivanovoskoe, 22 ottobre 1899 – Mosca, 9 marzo 1980) è stato un attore sovietico.

## Filmografia parziale

### Attore
- I sette coraggiosi (1936)
- Lenin nel 1918 (1939)
- La chiavetta d'oro (1939)

## Premi
- Artista popolare della RSFSR
- Premio Stalin
- Ordine di Lenin
- Ordine del distintivo d'onore